# 18 ans demain
Pour les articles homonymes, voir 18 (nombre) et Demain.
18 ans demain est une des chansons-tubes de l'album Rio Grande de 1993, et un 45 tours, du rockeur-crooner parolier Eddy Mitchell, du label Polydor,.

## Historique

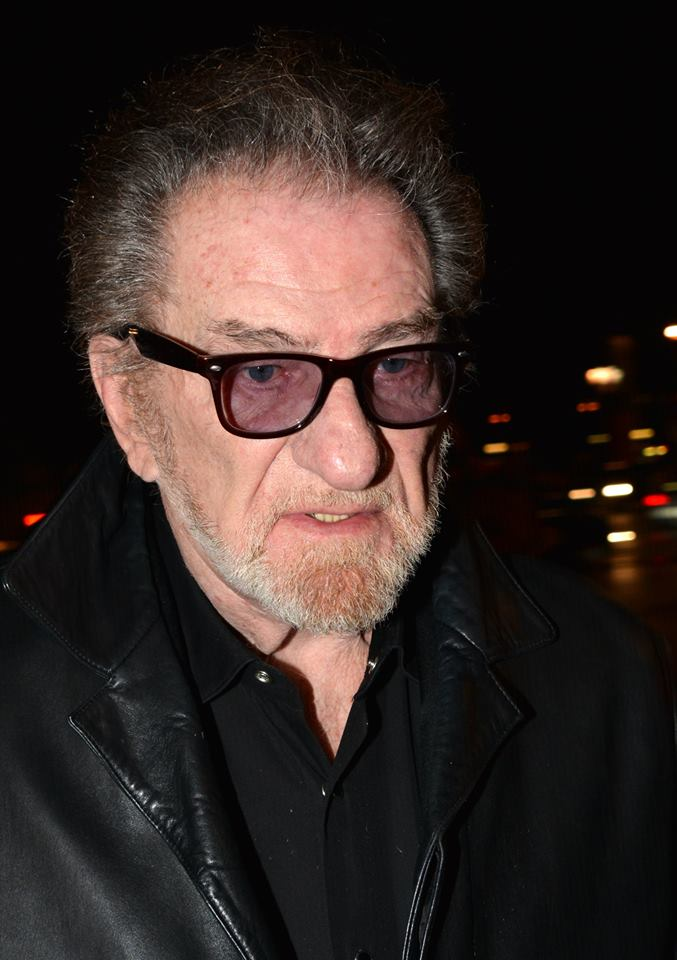
Eddy Mitchell aux César du cinéma en 2018

En 1993 le rockeur crooner blues rock Eddy Mitchell (né en 1942), sort son 27e nouvel album studio Rio Grande (un de ses plus gros succès commerciaux), dont il écrit toutes les chansons sur des musiques de son compositeur pianiste et complice Pierre Papadiamandis, avec entre autres cette chanson de variété française, pop, blues rock, sur les thèmes de la crise d'adolescence et de l'anniversaire des 18 ans de la majorité civile adulte de sa fille,.
Le morceau est enregistré au célèbre studio américain de Musique soul et de Rhythm and blues The Muscle Shoals studios de Muscle Shoals en Alabama aux États-Unis.
18 ans demain sort en single en 1994. Les acteurs Thierry Lhermitte et Josiane Balasko, et le chanteur guitariste Paul Personne, participent au tournage du clip vidéo, sur un plateau de cinéma.
En 1993 et 1994 il part en tournée et se produit entre autres avec quatre concepts musicaux différents dans quatre salles parisiennes différentes : Big band au Casino de Paris (14 au 18 décembre), Country rock à l'Olympia (4 au 9 janvier), au Zénith (8 au 12 février), et enfin à Bercy (29 mars 1994).

## Liste des titres
| No | Titre          | Auteur                                | Durée |
| -- | -------------- | ------------------------------------- | ----- |
| 1. | 18 ans demain  | Eddy Mitchell et Pierre Papadiamandis | 5:08  |
| 2. | Cœur solitaire | Eddy Mitchell et Pierre Papadiamandis | 5:26  |